# Kathedrale von Peel

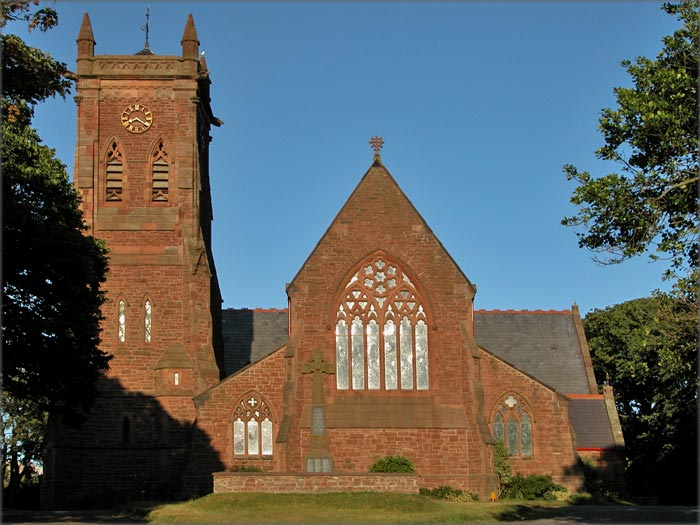
Kathedrale von Peel

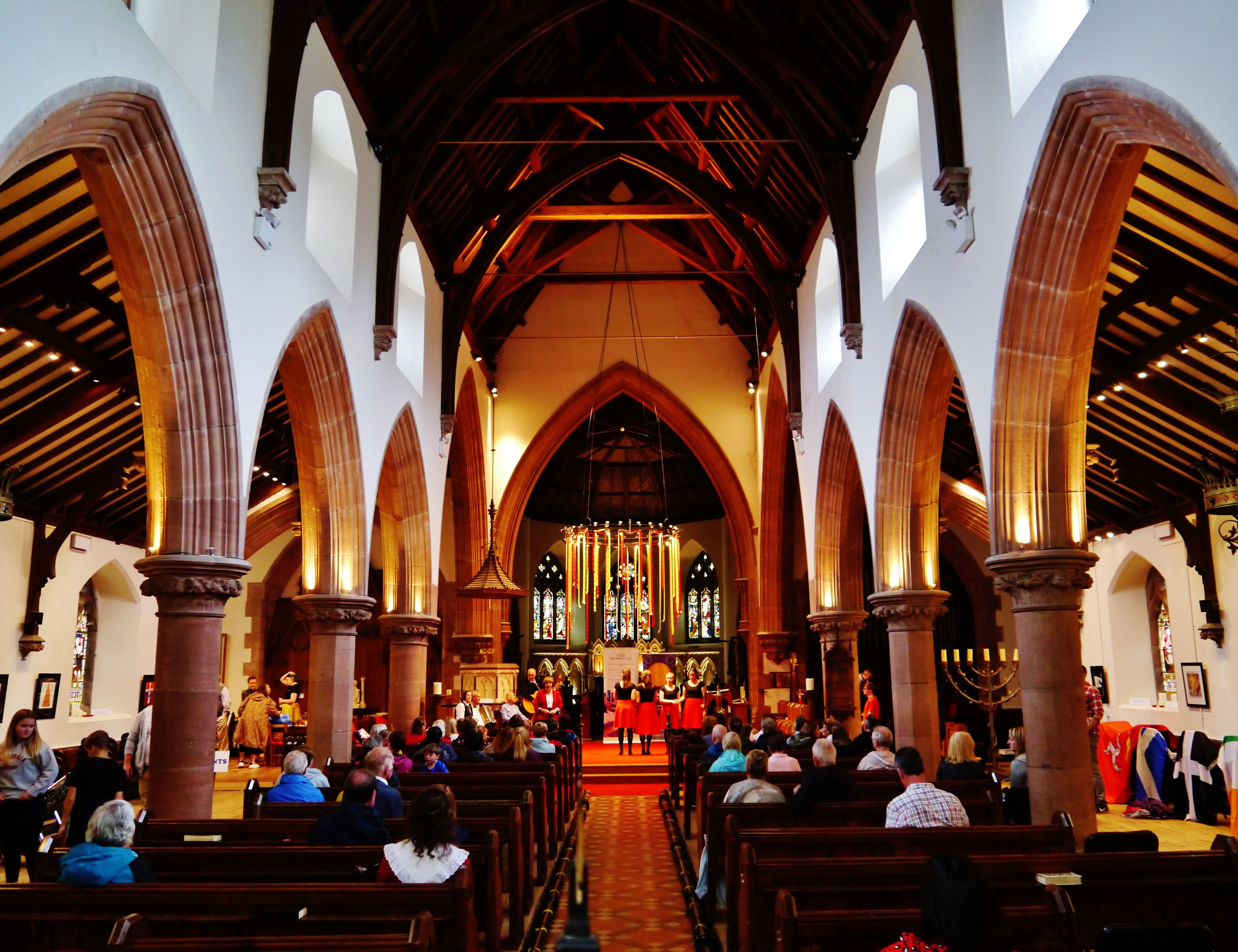
Kirchenschiff und Chor

Die der Church of England zugehörige Kathedrale von Peel (auch Kathedrale der Isle of Man) in der Kleinstadt Peel an der Westküste der Isle of Man ist die Bischofskirche der Diözese Sodor und Man. Sie trägt das Patrozinium des hl. Germanus von Man, eines Missionars des 5. Jahrhunderts.

## Geschichte
Die seit dem Mittelalter bestehende Kirche im Peel Castle war nach Jahrhunderten mehr und mehr baufällig geworden. Nach langwierigen Debatten über einen Neubau wurde der heutige Kirchenbau in den Jahren 1879–1884 als Pfarrkirche (Parish Church) errichtet. Die Erhebung zur Kathedrale erfolgte im Jahr 1980.

## Architektur
Die etwa 50 m lange und maximal ca. 16 m hohe Kirche wurde im Stil der Neugotik erbaut. Das Maßwerk der drei Chorfenster zeigt Formen des Decorated Style. Die drei Schiffe des Langhauses und der Chor sind holzgedeckt (Pultdächer in den Seitenschiffen und Satteldach im Mittelschiff).